# Terapie psaním

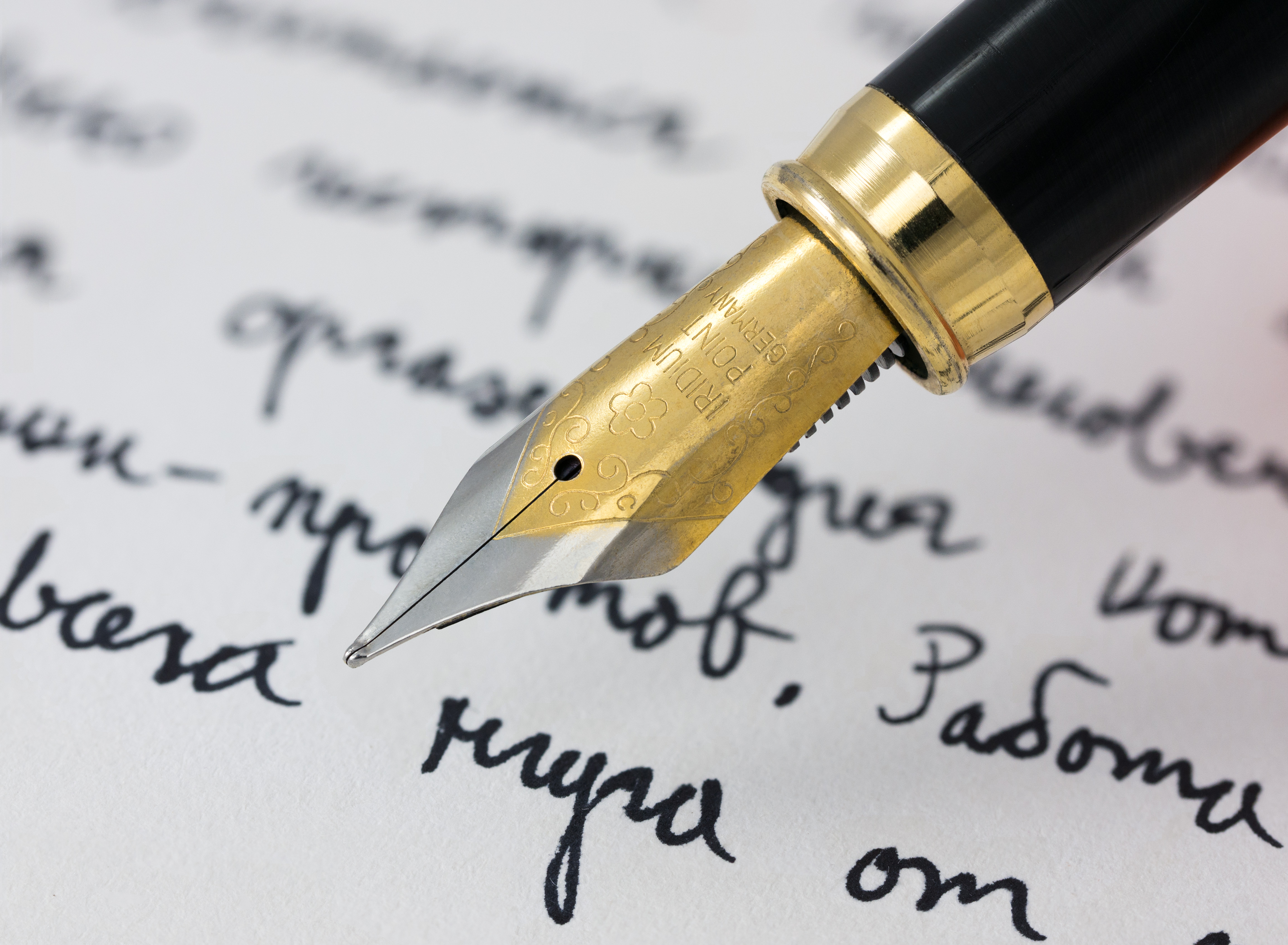
Terapie psaním: uvolnění napětí a emocí, nastolení sebekontroly a pochopení situace po přenesení slov na papír

Terapie psaním je formou expresivní terapie, která využívá akt psaní a zpracování psaného slova pro terapeutické účely. Staví na předpokladu, že zapisování vlastních pocitů postupně zmírňuje pocity emocionálního traumatu. Terapeutické psaní může probíhat individuálně ale i ve skupině. Z praktického hlediska může být vykonáváno osobně s terapeutem nebo na dálku prostřednictvím pošty či internetu.
Na poli terapie psaním působí mnoho praktiků v různých druzích nastavení, obvykle však administrovaných terapeutem nebo poradcem. Někteří vedoucí skupinového psaní také pracují v nemocnicích s pacienty, kteří se potýkají s duševními i fyzickými nemocemi. Na univerzitních katedrách zase mohou pomáhat studentům v procesech sebeuvědomění a seberozvoje. Online a distanční intervence jsou užitečné pro jedince, kteří chtějí zůstat v anonymitě a/nebo nejsou připraveni sdělit své nejsoukromější myšlenky a úzkosti tváří v tvář terapeutovi.
Stejně jako většina forem terapie, i terapie psaním je přizpůsobena na práci s širokou škálou psychoneurotických problémů, včetně úmrtí, opuštění a zneužívání. Mnoho intervencí má formu "kurzů" či "školních tříd", kde klienti píší na konkrétní témata zvolená terapeutem nebo poradcem. Takovým úkolem může být například psaní neodesílaných dopisů vybraným jednotlivcům, živým či mrtvým, následované i představovanou odpovědí od příjemce, nebo třeba dialog s lahví alkoholu v případě zotavujícího se alkoholika.

## Výzkum terapeutického působení psaní

### Expresivní psaní
Expresivní psaní je konkrétní forma terapie psaním, kterou primárně vyvinul americký sociální psycholog James W. Pennebaker na konci 80. let. V klíčové studii expresivního psaní instruoval účastníky experimentální skupiny, aby napsali o svém „traumatu z minulosti“ a vyjádřili své nejhlubší myšlenky a pocity, které je obklopují. Naproti tomu účastníci z kontrolní skupiny byli požádáni, aby co nejobjektivněji a nejvěcněji psali o neutrálních tématech (např. o konkrétní místnosti nebo o jejich plánech na daný den), aniž by v textu odhalovali své emoce nebo názory. Obě skupiny psaly nepřetržitě 15 minut denně po čtyři po sobě jdoucí dny. Jestliže se účastníci domnívali, že nemohou napsat už žádné další podrobnosti, byli instruováni, aby se vrátili na začátek a případně zopakovali, co už napsali, anebo to napsali jiným způsobem.

Následující text poskytuje příklad pokynů pro expresivní psaní:
Během následujících 4 dnů bych byl rád, abyste sepsali své nejhlubší myšlenky a pocity o tom nejtraumatičtějším zážitku vašeho života nebo o extrémně důležitém emocionálním problému, který ovlivnil vás a váš život. Přál bych si, abyste ve svém psaní opravdu pustili uzdu a prozkoumali své nejhlubší emoce a myšlenky. Své téma můžete provázat se svými vztahy s ostatními, včetně rodičů, milenců, přátel nebo příbuzných; se svou minulostí, přítomností nebo budoucností; nebo s tím, kým jste byli, kým byste chtěli být nebo kým nyní jste. Můžete psát o těch stejných obecných problémech nebo zkušenostech ve všech čtyřech dnech psaní, ale i o odlišných tématech každý den. Veškeré vaše psaní bude naprosto důvěrné. Nedělejte si starosti s pravopisem, gramatikou nebo stavbou vět. Jediným pravidlem je, že jakmile začnete psát, budete pokračovat, dokud nevyprší čas.
Pennebaker se svým týmem provedl několik měření před a po studii. Nejpozoruhodnějším zjištěním bylo, že experimentální skupina ve srovnání s tou kontrolní výrazně méně navštěvovala lékaře v následujících měsících. Ačkoli mnoho účastníků hlásilo, že byli zážitkem psaní rozrušeni, i oni jej shledali cenným a významným.:s.167
Pennebaker napsal nebo se podílel na více než 130 článcích ohledně expresivního psaní. Jedna taková publikace naznačila, že expresivní psaní by mohlo posilovat imunitní systém, což by možná vysvětlilo ono snížení počtu návštěv lékaře. To bylo prokázáno měřením odpovědi lymfocytů na cizí mitogeny fytohemaglutinin (PHA) a konkanavalin A (ConA) těsně před čtyřdenním expresivním psaním a následně šest týdnů po něm. Výrazně zvýšená odpověď lymfocytů vedla k úvahám, že expresivní psaní zvyšuje imunokompetenci. Výsledky předběžné studie na 40 lidech s diagnózou depresivní poruchy naznačují, že rutinní expresivní psaní by mohlo být účinné na snižování příznaků deprese. 

### Přijetí a kritika Pennebakerových teorií expresivního psaní
Pennebakerovy experimenty byly široce replikovány a ověřovány. V návaznosti na původní práce Pennebakera došlo k obnovení zájmu o terapeutickou hodnotu abreakce. Jedná se o formu odreagování, o které poprvé hovořili Josef Breuer a Sigmund Freud ve Studiích o hysterii, od té doby však abreakce nebyla příliš zkoumána. Jádrem Pennebakerovy teorie je idea, že aktivní potlačování myšlenek a pocitů ohledně traumatických událostí vyžaduje úsilí, slouží jako kumulativní stresor na tělo a je asociováno se zvýšenou fyziologickou aktivitou, obsedantním myšlením či ruminací o událostech a také dlouhodobějším onemocněním. Nicméně, jak poznamenávají Baikie a Wilhelm, Penneakreova teorie má sice intuitivní přitažlivost, avšak empirické studie mají spíš smíšenou podporu.
Studie ukázaly, že expresivní psaní vede k významnému zlepšení různých biochemických markerů fyzikálního a imunitního fungování (Pennebaker a kol., 1988; Esterling a kol., 1994; Petrie a kol., 1995; Booth a kol., 1997). To naznačuje, že odhalení pomocí psaní může snížit fyziologický stres na těle způsobený inhibicí, ačkoli to nutně neznamená, že by dezinhibice byla kauzálním mechanismem, který by byl základem těchto biologických účinků. Na druhou stranu, účastníci kteří psali o dosud neotevřených traumatech nevykazovali žádné rozdíly ve zdravotních výsledcích ve srovnání s těmi, kteří psali o dříve odhalených traumatech (Greenberg & Stone, 1992). Účastníci píšící o imaginárních traumatech, která ve skutečnosti nezažili a tudíž je ani nemohli potlačit, také prokázali významné zlepšení fyzického zdraví (Greenberg et al, 1996). Tudíž, i když inhibice může hrát určitou roli, pozorované výhody psaní nejsou způsobeny výhradně snížením inhibice.
V článku Nazariana a Smytha z roku 2013 byly instrukce pro expresivní psaní pozměněny tak, že bylo vytvořeno šest zadání (standardní expresivní psaní, kontrolní skupina, kognitivní zpracování, expozice, seberegulace a hledání přínosů, ). Stresový hormon kortizol byl měřen ze slin pro každé zadání, avšak žádné z nich jej nějak významně neovlivnilo. Rozdílné pokyny nicméně ovlivnily rozdílné náladu, a to v závislosti na zadání. Například kognitivní zpracování, měřené po intervenci, bylo ovlivněno nejen instrukcemi kognitivního zpracování, ale také expozicí a zjišťováním přínosů. Tyto výsledky ukazují efekt přelévání z pokynů na výsledky.
Související výzkum, který prováděli Travagin, Margola, Dennis a Revenson, porovnával instrukce kognitivního zpracování se standardním expresivním psaním u adolescentů, kteří měli problémy se svými vrstevníky. Tento výzkum prokázal lepší dlouhodobé sociální přizpůsobení ve srovnání se standardním expresivním psaním a také zvýšený pozitivní účinek u těch adolescentů, kteří uváděli více problémů s vrstevníky než většina ostatních. 

### Další teorie související s terapií psaním
Další linie zkoumání pochází ze studií amerického psychologa Roberta Ornsteina ohledně dvoukomorové struktury mozku, které poukazují na zvláštní vztah mezi mluvením a psaním. Naznačuje, že mluvený jazyk je více spojen s pravou hemisférou, zatímco psaní je více spojeno s levou hemisférou. Zatím se však jedná o pouhou "divokou hypotézu", jak poznamenává italsko-americký psycholog L'Abate ve své citaci Ornsteina. Kdyby se však potvrdila, znamenalo by to, že psaní by mohlo využívat či dokonce stimulovat jiné části mozku, než mluvení.
Julie Gray, zakladatelka projektu Stories Without Borders, poznamenává: „Lidé, kteří ve svém životě zažili trauma, mohou mít prospěch z vytváření narativů ze svých příběhů, nehledě na to, zda se považují za spisovatele. Je užitečné si to zapisovat, a to v bezpečí a bez odsuzování. Trauma může být docela izolující. Ti, kteří trpěli, potřebují pochopit, jak se sami cítí, a také se pokusit to sdělit ostatním.“ 

## Klinické důsledky terapie psaním
Další výzkumy od 80. let dále prokázaly, že expresivní psaní může působit jako prostředek ke zlepšení dlouhodobého zdraví. Expresivní psaní může vést k fyziologickým, psychologickým a biologickým výsledkům a je součástí nově vznikajícího oboru humanitních lékařských věd. Experimenty demonstrují kromě kvalitativních hodnot souvisejících s psychiatrickými symptomy také kvantitativní fyziologické výsledky, jako jsou změny v počtu imunitních buněk či krevním tlaku. Pokusy o implementaci intervencí expresivního psaní v klinickém prostředí naznačují, že zde existují potenciální výhody pro léčebné plány. Nicméně specifika takových procedur nebo protokolů expresivního psaní nejsou zcela jasné, stejně jako to, která část populace by z expresivního psaní nejpravděpodobněji těžila.

### Potenciální přínosy pro pacienty s rakovinou
Novější výzkum z roku 2014 zkoumal, jak narativní medicína a expresivní psaní mohou být terapeuticky prospěšné u chronických onemocnění, jako je rakovina. Obdobně již byly do tohoto oboru začleněny postupy jako je integrativní, holistická, humanistická nebo komplementární medicína. Expresivní psaní se provádí samostatně s minimálním nabádáním. S dalším výzkumem a zdokonalováním může být použito jako nákladově efektivnější alternativa k psychoterapii.
Nedávné experimenty, systematické recenze a metaanalýzy zkoumaly účinky expresivního psaní na zmírnění negativních symptomů rakoviny, avšak přinesly primárně nevýznamné počáteční výsledky.  Nicméně analýza podskupin a proměnných naznačuje, že konkrétní symptomy nebo situace mohou při implementaci expresivního psaní pomoci více některým osobám než jiným. Například recenze Antoni a Dhabhar (2019) zkoumala, jak psychosociální stres negativně ovlivňuje imunitní odpověď pacientů s rakovinou. Ačkoli intervence expresivního psaní nemůže přímo ovlivnit prognózu rakoviny, může sehrát důležitou roli při zprostředkování přidružených faktorů, jako je chronický stres, trauma, deprese a úzkost.

### Potenciální přínosy pro jedince zotavující se ze závislosti
Terapie psaním může hrát významnou roli při zotavování jedinců s poruchou užívání návykových látek. Bylo zjištěno, že psací cvičení mají potenciál zlepšit u lidí, kteří se zotavují ze závislosti, schopnost vyrovnat se se svými podmínkami a celkovým zdravím.

## Přes internet
V současnosti je nejrozšířenějším modelem internetové terapie psaním komunikace prostřednictvím e-mailu. Je to asynchronní přístup – zprávy jsou sice posílány mezi terapeutem a klientem v dohodnutém časovém rámci (například jeden týden), avšak kdykoli během tohoto týdne. Pokud obě strany zůstanou anonymní, pak klient těží z tzv. online disinhibičního efektu. To znamená, že se cítí svolnější odhalit své vzpomínky, myšlenky a pocity, které by jinak v situaci tváří v tvář mohl zadržovat. Klient i terapeut mají čas na reflexi minulosti a znovuoživení zapomenutých vzpomínek, čas na soukromé zpracování svých reakcí i čas promyslet své vlastní odpovědi. S e-terapií se tak v tomto smyslu eliminuje prostor a prodlužuje čas. Celkově shrnuto, značně se snižuje množství terapeutického vstupu, stejně jako rychlost a tlak, pod kterým musí terapeuti obvykle pracovat.
Anonymita a neviditelnost internetu poskytuje terapeutické prostředí, které se mnohem více než u klasické analýzy přibližuje Freudově ideálu „analytického prázdného plátna“. Ačkoli v klasické analýze sedí terapeut "skrytý" za pacientem na pohovce, takovéto nastavení stále ještě ponechává prostor pro množství vodítek k individualitě analytika – e-terapie neposkytuje téměř žádné. Zda vzdálenost a reciproční anonymita snižují nebo zvyšují úroveň přenosu, je ještě třeba prozkoumat.
V randomizované kontrolované studii z roku 2016 bylo expresivní psaní testováno v porovnání s online podpůrnou skupinu pro jedince s úzkostí a depresí. Výsledky ukázaly, že mezi skupinami nebyl nalezen žádný výrazný rozdíl. Obě skupiny vykázaly mírné zlepšení v průběhu času, nicméně však v rozsahu srovnatelným s tím, jaké zlepšení by se dalo očekávatv daném časovém období bez intervence.

## Psaní deníku
Nejstarší a nejrozšířenější formou svépomoci prostřednictvím psaní je vedení si osobního deníku, do kterého pisatel zaznamenává své nejsmysluplnější myšlenky a pocity. Jedna z výhod spočívá v tom, že akt psaní působí jako silná brzda v mukách, která jsou způsobena nekonečně se opakujícími problémovými myšlenkami, ke kterým má sklon každý člověk. Kathleen Adams uvádí, že prostřednictvím aktu psaní deníku je spisovatel také schopen „doslova [číst] svou vlastní mysl“ a tudíž „jasněji vnímat zážitky, a tak pociťovat úlevu od napětí“. 

## Psaní poezie
Poezie je pro mnoho lidí velmi silnou formou psaní a jsou zde příznivé faktory, které korespondují s psaním a čtením poezie. Básnířka Alicia Ostriker vysvětluje, jak se může člověk vypořádat s osobními zkušenostmi a vzpomínkami, ať už traumatickými nebo potlačenými, prostřednictvím umělecké schopnosti psát a čelit těmto emocím, které byly opomíjeny, aby se uvolnila a zmírnila bolest spisovatele. Robert Baden zase rozvádí myšlenku, že poezie umožňuje vylíčit širokou škálu emocí k popisu toho, co spisovatel cítil během své zkušenosti, aby umožnil ostatním se kdykoli později spojit s jeho dílem a vztáhnout jej k vlastní zkušenosti. Baden rozšiřuje tento koncept o myšlenku, že žádná emoce není pro poezii příliš velká nebo příliš malá, což umožňuje ostatním zapojit se do léčebného zážitku. Baden také poukazuje na to, že aby došlo k aktu uzdravení a uvolnění u emocí, které byly drženy ve svědomí, spisovatel musí seznat, že zde musí být dostatečně silná potřeba být zranitelný, ochota být schopen těmto emocím čelit a důvěra, že budoucí čtenář bude schopen se k dílu vztáhnout. Potenciálně bude i chtít, aby ostatní chtěli použít toto psané uvolnění ve svém vlastním životě. Vasiliki Antzoulis věří, že spisovatelé by měli být zranitelní, protože při prožívání všech druhů emocí by nevědomost nikdy neměla být postupem. Bez schopnosti mluvit o tom, co autor zakouší, je obtížnější porozumět tomu, co každá z těchto emocí představuje a jak dohromady ovlivňují spisovatelovy stávající názory na život.
Profesorka angličtiny Dale M. Bauer poskytuje vhled, že poezie má moc umožnit lidem mluvit o vnitřním utrpení bez posuzování a umožnit ostatním porovnávat se se zkušeností spisovatele. Bauer dodává, že tyto zkušenosti, ať už jsou dobré nebo špatné, odpovídají lidské zkušenosti. Schopnost ostatních se k nim vztáhnout umožňuje pisateli cítit podporu a přemýšlet o tom, co bylo sdíleno a co čtenáři získali, a být schopen začít se léčit. Již zmiňovaný psycholog James W. Pennebaker došel k poznání, že „psaní o traumatu umožňuje spisovatelům externalizovat událost, a tím se odpoutat od zážitku“ (Writing to Heal, s. 98). Pennebaker tvrdí, že jakmile se spisovatel dokáže osvobodit od toho, co jej tížilo, pak je schopen se začít léčit a rozhodnout se, zda se z této zkušenosti poučí, nebo jestli je to něco, co dlouho čekalo na uvolnění. Benjamin Batzer došel k poznání, že pouze spisovatel ví, čím si prošel, takže prvním krokem k uzdravení a vyrovnání se s tím, co život nadělil, je schopnost o těchto zkušenostech mluvit, aby si mohl vzít zpět svou sílu a rozhodovat o dalším postupu. 